# 鬼懸鉤子
鬼懸鉤子（学名：Rubus wallichianus）为薔薇科懸鉤子屬下的一个种。

## 扩展阅读
- 維基物種上的相關：鬼懸鉤子